# Olivier Lhote
Pour les articles homonymes, voir Lhote.
 (septembre 2016).
Si vous disposez d'ouvrages ou d'articles de référence ou si vous connaissez des sites web de qualité traitant du thème abordé ici, merci de compléter l'article en donnant les références utiles à sa vérifiabilité et en les liant à la section « Notes et références ».

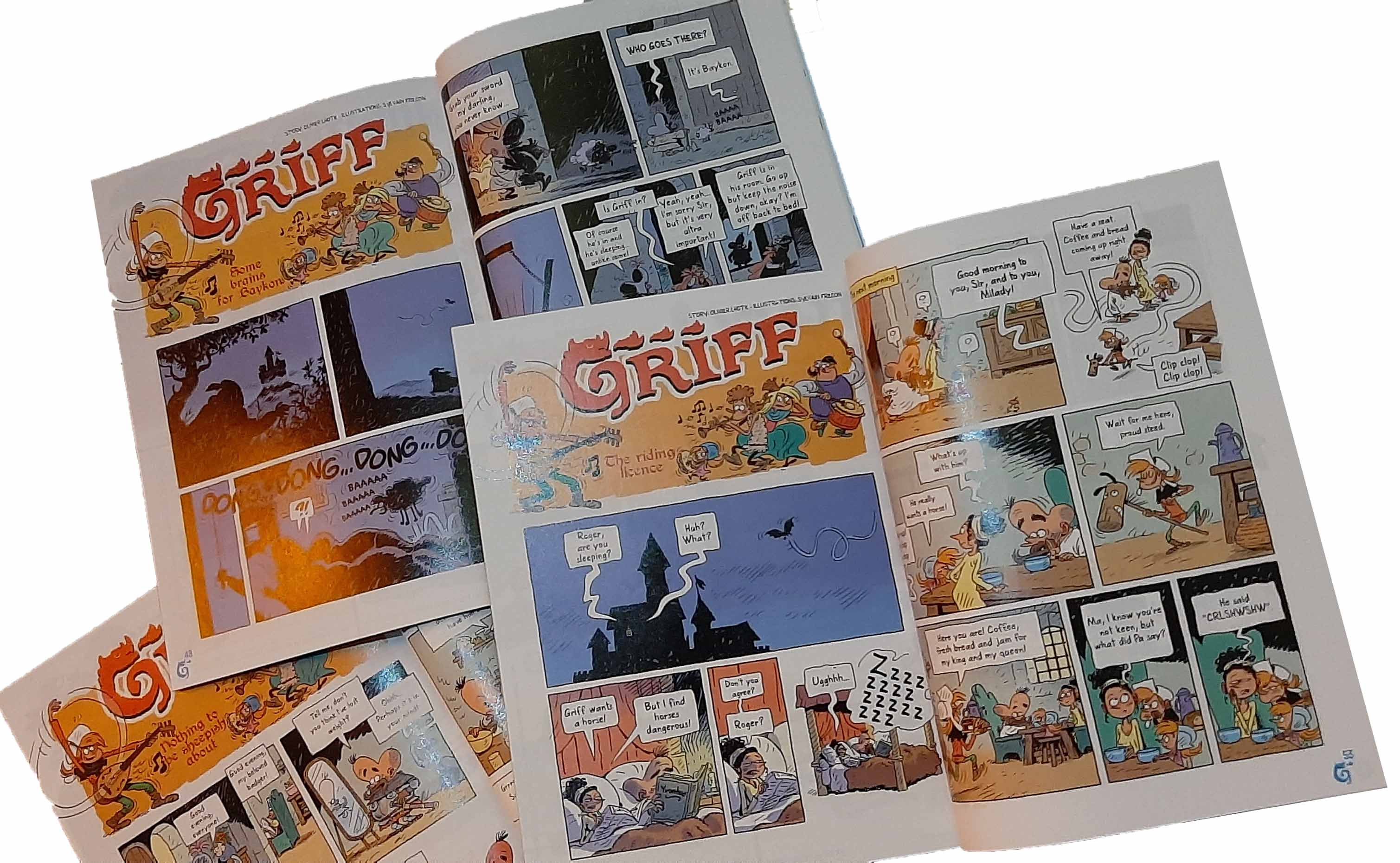
Griff (traduction de Gibus) Lhote - Diemunsch - Frécon

Olivier Lhote est un auteur français de livres pour la jeunesse, né en 1965 aux Lilas.

## Biographie
Scénariste de la BD Le meilleur ami du chien chez Fluide glacial depuis 2025 et auteur de la BD Gibus, aux éditions Bayard presse, Olivier Lhote est également l'auteur de livres pour la jeunesse depuis 2001.
Il travaille en collaboration avec différents éditeurs, tels que Milan, Larousse Jeunesse, Fleurus ou Bayard Presse.
Il se consacre essentiellement à l'écriture jeunesse qui lui offre d'échanger plus facilement avec le lecteur lors de rencontres scolaires.
Son premier documentaire est publié en 2001 et son premier roman en 2004.
En 2006, il est l'auteur du guide pour les ado : Nous les garçons aux Éditions Milan Jeunesse.
Il est auteur de livres sur les chiens et les chevaux (Box aux édtitions Lito 2009)
En 2008, Les Éditions Lito lui confient la collection Cheval et Cie (14 titres) puis "les mots sourire" (6 titres).

## Œuvres
- Le meilleur ami du chien - Album Tome 1 - scénario Lhote - Dessins Guillaume Guerse Juin 2025
- GIBUS Tome 3 : Amour, Gloire et Epées. Editions BD Kids avril 2025 (Dessinateur Sylvain Frécon)
- Le meilleur ami du chien - BD Fluide Glacial - scénario Lhote - Dessins Guillaume Guerse Depuis février 2024
- GIBUS Tome 2 nouveau lancement : Fantômes et sorcières. Editions BD Kids avril 2024 (Dessinateur Sylvain Frécon)
- GIBUS Tome 1 nouveau lancement : Mouton et Dragon. Editions BD Kids avril 2023 (Dessinateur Sylvain Frécon)
- GIBUS Tome 2 : Pour vous servir. Editions BD Kids mars 2021 (Dessinateur Sylvain Frécon)
- GIBUS Tome 1 : A fond la caisse. Editions BD Kids mars 2020 (Dessinateur Sylvain Frécon)
- GIBUS Bande Dessinée Éditions Bayard Presse 2015/2016  (magazine J'aime Lire Max) Dessinateur P.Diemunsch
- 20 histoires extraordinaires de chevaux - Éditions LAROUSSE 2015
- Wendy et le voleur de chevaux - Éditions LAROUSSE 2014
- Wendy a un sixième sens - Éditions LAROUSSE 2014
- Relève toi, éditions du chemin - Belgique 2012
- Globuline cherche copine, éd. Lito, 2012
- Globuline lit l'avenir, éd. Lito, 2012
- Stage de poney chez les Anglais, éd. Lito, 2011
- Le vieux cheval et la mer, éd. Lito, 2011
- Globuline petite vampire, éd. Lito, 2011
- Globuline, vampire à l'école, éd. Lito, 2011
- BONJOUR  collection les mots sourires, éd. Lito, 2011
- MERCI  collection les mots sourires, éd. Lito, 2011
- JE T AIME  collection les mots sourires, éd. Lito, 2011
- S IL TE PLAIT  collection les mots sourires, éd. Lito, 2011
- AU REVOIR  collection les mots sourires, éd. Lito, 2011
- PARDON  collection les mots sourires, éd. Lito, 2011
- En piste, éd. Lito, 2011
- Le tournoi des sables, éd. Lito, 2011
- Drôle de dressage, éd. Lito, 2010
- Joyeux Anniversaire, éd. Lito, 2010
- Doudou la chenille, éd. Lito, 2010
- Les écuries de la reine, éd. Lito, 2010
- Juments jumelles, éd. Lito, 2010
- SOS poulain.com, éd. Lito, 2009
- Un cheval de cinéma, éd. Lito, 2009
- Bakova et la malédiction du chaman, éd. Lito, 2009
- Box, éd. Lito, 2009
- Les Légendes urbaines, éd. Lito, 2009
- L'Amitié au galop, éd. Lito, 2008
- La Princesse et sa jument, éd. Lito, 2008
- Un cheval en cavale, éd. Lito, 2008
- La Récré sabotée, éd. Lito, 2008
- Bouline la vache sans tache, éd. Lito, 2008
- Nous les garçons, Milan, 2006 (traduit dans plusieurs langues)
- Tous les rapaces du monde, éd. Milan, 2005
- Solitude Store, roman, éd. Ibis Rouge, 2004
- Des oiseaux à la maison, éd. Milan, 2002
- La Boxe éducative, éd. Milan, 2001